# Nuremberg (téléfilm)
 (avril 2025).
 (avril 2025).
Si vous disposez d'ouvrages ou d'articles de référence ou si vous connaissez des sites web de qualité traitant du thème abordé ici, merci de compléter l'article en donnant les références utiles à sa vérifiabilité et en les liant à la section « Notes et références ».
Pour les articles homonymes, voir Nuremberg (homonymie).
Nuremberg est un téléfilm québécois  en 2 parties de 90 minutes réalisé par Yves Simoneau, diffusé aux États-Unis les 16 et 17 juillet 2000 sur TNT, au Canada anglais le 11 septembre 2000 sur le réseau CTV, et en français les 18 et 19 novembre 2000 sur Historia.

## Synopsis
Téléfilm relatant le procès de Nuremberg, après la Seconde Guerre mondiale, au cours duquel 22 hauts dirigeants du Troisième Reich furent jugés pour crime contre l'humanité notamment. L'un d'entre eux, Robert Ley (chef du Front allemand du travail), se suicidera avant le début du procès, réduisant à 21 le nombre des accusés.
Il se déroule en deux parties :
- la première va de la reddition volontaire de Göring aux Américains avec sa femme et sa fille jusqu'au film des camps de concentration montré durant le procès ;
- la seconde va de la poursuite du procès (avec notamment le duel Jackson-Göring) jusqu'à son dénouement avec les exécutions des condamnés à mort, excepté Göring qui s'est suicidé au cyanure.

## Distribution
- Alec Baldwin (VF : Bernard Lanneau) : le procureur américain Robert Jackson
- Brian Cox (VF : Richard Leblond) : Hermann Göring
- Christopher Plummer (VF : Jean Lagache) : Sir David Maxwell Fyfe
- Jill Hennessy (VF : Rafaèle Moutier) : Elsie Douglas
- Matt Craven (VF : Jean-Pierre Leroux) : le capitaine Gustave M. Gilbert
- Christopher Heyerdahl (VF : Vincent Violette) : Ernst Kaltenbrunner
- Roger Dunn (VF : Bernard Woringer) : le colonel Robert Storey
- David McIlwraith (en) (VF : Serge Blumenthal) : le colonel John Amen
- Christopher Shyer (VF : Pascal Germain) : le général Telford Taylor
- Hrothgar Mathews (VF : Daniel Lafourcade) : Thomas J. Dodd
- Herbert Knaup (VF : Patrick Borg) : Albert Speer
- Frank Moore (VF : Philippe Catoire) : Hans Frank
- Frank Fontaine (VF : Max André) : Wilhelm Keitel
- Raymond Cloutier : Karl Dönitz
- Bill Corday (VF : Michel Prud'homme) : Alfred Jodl
- Ken Kramer (VF : Hervé Jolly) : Fritz Sauckel
- Max von Sydow (VF : Marc de Georgi) : Samuel Irving Rosenman
- Mark Walker (VF : Igor de Savitch) : le général Carl A. Spaatz
- Sam Stone : Julius Streicher
- Douglas O'Keeffe (VF : Marc Alfos) : Baldur von Schirach
- Benoît Girard : Joachim von Ribbentrop
- James Bradford (VF : Jean-Claude Sachot) : Hjalmar Schacht
- Frank Burns : Wilhelm Frick
- Erwin Potitt (VF : Thierry Murzeau) : Walther Funk
- Tom Rack (en) (VF : Gabriel Le Doze) : Hans Fritzsche
- Colm Feore (VF : Gérard Berner) : Rudolf Höss
- Roc LaFortune (VF : Gérard Dessalles) : Rudolf Hess
- Dennis St John : Franz von Papen
- Griffith Brewer : Konstantin von Neurath
- Gabriel Gascon : Erich Raeder
- Julien Poulin : Robert Ley
- Alain Fournier : Alfred Rosenberg
- René Gagnon : Arthur Seyss-Inquart
- Len Cariou (VF : Robert Darmel) : Francis Biddle
- David Francis (VF : Patrice Dozier) : Sir Geoffrey Lawrence
- Len Doncheff (VF : Régis Ivanov) : le général Iona Nikitchenko
- Paul Hébert  (VF : Michel Ruhl) : Henri Donnedieu de Vabres
- Michael Ironside (VF : Jean-Pierre Moulin) : Colonel Burton C. Andrus
- Charlotte Gainsbourg (VF : elle-même) : Marie-Claude Vaillant-Couturier
- Robert Joy (VF : Bertrand Arnaud) : Anton Pachelogg
- Geoffrey Pounsett (VF : Gérard Berner) : le major Airey Neave
- Steve Adams : général Lucius D. Clay
- Paul Hopkins (en) : Dan Kiley
- Susan Glover (VF : Caroline Jacquin) : Emmy Göring
- Scott Gibson (VF : David Krüger) : lieutenant Jack G. "Tex" Wheelis
- Howard Bilerman (VF : Régis Reuilhac) : le sergent Fuchs

## Autour du film
Le film a été tourné à Montréal. Les scènes de prison ont été filmées à l'ancien pénitencier Saint-Vincent-de-Paul à Laval.